# Michael Rösch
Michael Rösch (Pirna, 4 mei 1983) is een van origine Duits voormalig biatleet die sinds november 2013 ook de Belgische nationaliteit heeft.

## Levensloop
Rösch is de zoon van de voormalige wereldkampioen biatlon Eberhard Rösch. Hij begon in de sport op 9-jarige leeftijd en is viervoudig wereldkampioen junioren, waarvan drie maal met de estafetteploeg en individueel op de sprint in 2002/2003.
Tijdens de wereldbekerfinale 2003/2004 in Fort Kent bereikte hij de zesde plaats in de sprintwedstrijd. In het daaropvolgende seizoen kon hij niet in de buurt komen van die prestatie, maar in het Olympisch seizoen 2005/2006 behaalde hij zijn eerste podiumplaats door op de 20 kilometer derde te worden in het Slowaakse Osrblie. Een dag later werd hij op de 10 kilometer sprint zelfs tweede.
Deze prestatie herhaalde hij op 14 januari 2006 toen hij opnieuw op de 10 kilometer sprint alleen Frode Andresen voor zich moest laten gaan. Hij ging lange tijd aan de leiding en dacht zijn eerste wereldbekerzege in handen te hebben, totdat in de slotfase de Noor 3,8 seconden sneller bleek te zijn. Wederom een dag later behaalde hij dan toch zijn eerste wereldbekerzege toen hij in de achtervolgingswedstrijd de Fransman Raphaël Poirée te snel af was in de sprint. Er was echter wel een fotofinish nodig om de winnaar te bepalen.
Hij gold voor vele experts als het grootste talent in het Duitse biatlon en benadrukte die visie door in 2005/2006 zeven maal in de top 10 te eindigen. Hij werd daarom beloond met een plek in de Olympische selectie van Duitsland tijdens de Olympische Winterspelen 2006.
Tijdens die Winterspelen in Turijn won hij met zijn landgenoten Ricco Groß, Sven Fischer en Michael Greis op overtuigende wijze de estafettewedstrijd. Rösch, als tweede in de estafette, bleef als enige in het team zonder misser en bracht zo zijn team naar de leiding, die werd goed verdedigd door Fischer en Greis en het goud voor Duitsland was binnen.
Hij staakte zijn sportieve activiteiten op 18 januari 2019.

## Resultaten

### Olympische Winterspelen
| Jaar | Plaats      | Onderdeel                                                 | Onderdeel                                                 | Onderdeel                                                 | Onderdeel                                                 | Onderdeel                                                 | Onderdeel                                                 |
| Jaar | Plaats      | Individueel                                               | Sprint                                                    | Achtervolging                                             | Massastart                                                | Estafette                                                 | Gemengde estafette                                        |
| ---- | ----------- | --------------------------------------------------------- | --------------------------------------------------------- | --------------------------------------------------------- | --------------------------------------------------------- | --------------------------------------------------------- | --------------------------------------------------------- |
| 2006 | Turijn      | 42e                                                       | –                                                         | –                                                         | 10e                                                       | ↑                                                         |                                                           |
| 2010 | Vancouver   | –                                                         | –                                                         | –                                                         | –                                                         | –                                                         |                                                           |
| 2014 | Sotsji      | Niet deelgenomen, vanwege naturalisatieprocedure tot Belg | Niet deelgenomen, vanwege naturalisatieprocedure tot Belg | Niet deelgenomen, vanwege naturalisatieprocedure tot Belg | Niet deelgenomen, vanwege naturalisatieprocedure tot Belg | Niet deelgenomen, vanwege naturalisatieprocedure tot Belg | Niet deelgenomen, vanwege naturalisatieprocedure tot Belg |
| 2018 | Pyeongchang | 75e                                                       | 38e                                                       | 23e                                                       | –                                                         | –                                                         | –                                                         |

### Wereldkampioenschappen
| Jaar | Plaats            | Onderdeel                                                 | Onderdeel                                                 | Onderdeel                                                 | Onderdeel                                                 | Onderdeel                                                 | Onderdeel                                                 |
| Jaar | Plaats            | Individueel                                               | Sprint                                                    | Achtervolging                                             | Massastart                                                | Estafette                                                 | Gemengde estafette                                        |
| ---- | ----------------- | --------------------------------------------------------- | --------------------------------------------------------- | --------------------------------------------------------- | --------------------------------------------------------- | --------------------------------------------------------- | --------------------------------------------------------- |
| 2005 | Hochfilzen        | –                                                         | –                                                         | –                                                         | –                                                         | –                                                         | 17e                                                       |
| 2006 | Pokljuka          | Niet gehouden vanwege Olympische Spelen                   | Niet gehouden vanwege Olympische Spelen                   | Niet gehouden vanwege Olympische Spelen                   | Niet gehouden vanwege Olympische Spelen                   | Niet gehouden vanwege Olympische Spelen                   | 4e                                                        |
| 2007 | Antholz           | –                                                         | 18e                                                       | 10e                                                       | 23e                                                       | Brons                                                     | –                                                         |
| 2008 | Östersund         | 25e                                                       | 5e                                                        | 7e                                                        | 28e                                                       | Brons                                                     | –                                                         |
| 2009 | Pyeongchang       | 18e                                                       | 14e                                                       | 9e                                                        | 5e                                                        | Brons                                                     | –                                                         |
| 2010 | Chanty-Mansiejsk  | Niet gehouden vanwege Olympische Spelen                   | Niet gehouden vanwege Olympische Spelen                   | Niet gehouden vanwege Olympische Spelen                   | Niet gehouden vanwege Olympische Spelen                   | Niet gehouden vanwege Olympische Spelen                   | –                                                         |
| 2011 | Chanty-Mansiejsk  | –                                                         | –                                                         | –                                                         | –                                                         | –                                                         | –                                                         |
| 2012 | Ruhpolding        | Niet deelgenomen, vanwege naturalisatieprocedure tot Belg | Niet deelgenomen, vanwege naturalisatieprocedure tot Belg | Niet deelgenomen, vanwege naturalisatieprocedure tot Belg | Niet deelgenomen, vanwege naturalisatieprocedure tot Belg | Niet deelgenomen, vanwege naturalisatieprocedure tot Belg | Niet deelgenomen, vanwege naturalisatieprocedure tot Belg |
| 2013 | Nové Město        | Niet deelgenomen, vanwege naturalisatieprocedure tot Belg | Niet deelgenomen, vanwege naturalisatieprocedure tot Belg | Niet deelgenomen, vanwege naturalisatieprocedure tot Belg | Niet deelgenomen, vanwege naturalisatieprocedure tot Belg | Niet deelgenomen, vanwege naturalisatieprocedure tot Belg | Niet deelgenomen, vanwege naturalisatieprocedure tot Belg |
| 2015 | Kontiolahti       | 13e                                                       | 21e                                                       | 23e                                                       | 26e                                                       | –                                                         | –                                                         |
| 2016 | Oslo Holmenkollen | 45e                                                       | 80e                                                       | –                                                         | –                                                         | 24e                                                       | –                                                         |
| 2017 | Hochfilzen        | 55e                                                       | 51e                                                       | 31e                                                       | –                                                         | –                                                         | –                                                         |

### Wereldkampioenschappen junioren
| Jaar | Plaats           | Onderdeel   | Onderdeel | Onderdeel     | Onderdeel |
| Jaar | Plaats           | Individueel | Sprint    | Achtervolging | Estafette |
| ---- | ---------------- | ----------- | --------- | ------------- | --------- |
| 2001 | Chanty-Mansiejsk | –           | 9e        | 8e            | Goud      |
| 2002 | Ratschings       | Zilver      | 24e       | 4e            | Goud      |
| 2003 | Kościelisko      | 33e         | Goud      | 8e            | Zilver    |
| 2004 | Haute Maurienne  | 9e          | Zilver    | Zilver        | Goud      |

### Wereldbeker
Eindklasseringen
| Seizoen   | Algemeen                                                  | Individueel                                               | Sprint                                                    | Achtervolging                                             | Massastart                                                |
| --------- | --------------------------------------------------------- | --------------------------------------------------------- | --------------------------------------------------------- | --------------------------------------------------------- | --------------------------------------------------------- |
| 2003/2004 | 51e                                                       | –                                                         | 44e                                                       | 57e                                                       | –                                                         |
| 2004/2005 | 49e                                                       | –                                                         | 44e                                                       | 43e                                                       | 50e                                                       |
| 2005/2006 | 5e                                                        | 9e                                                        | 8e                                                        | 5e                                                        | 12e                                                       |
| 2006/2007 | 11e                                                       | 16e                                                       | 7e                                                        | 14e                                                       | 9e                                                        |
| 2007/2008 | 11e                                                       | 17e                                                       | 11e                                                       | 7e                                                        | 17e                                                       |
| 2008/2009 | 16e                                                       | 19e                                                       | 19e                                                       | 15e                                                       | 11e                                                       |
| 2009/2010 | 76e                                                       | 82e                                                       | 69e                                                       | 82e                                                       | –                                                         |
| 2010/2011 | –                                                         | –                                                         | –                                                         | –                                                         | –                                                         |
| 2011/2012 | 50e                                                       | –                                                         | 51e                                                       | 55e                                                       | 36e                                                       |
| 2012/2013 | Niet deelgenomen, vanwege naturalisatieprocedure tot Belg | Niet deelgenomen, vanwege naturalisatieprocedure tot Belg | Niet deelgenomen, vanwege naturalisatieprocedure tot Belg | Niet deelgenomen, vanwege naturalisatieprocedure tot Belg | Niet deelgenomen, vanwege naturalisatieprocedure tot Belg |
| 2013/2014 | Niet deelgenomen, vanwege naturalisatieprocedure tot Belg | Niet deelgenomen, vanwege naturalisatieprocedure tot Belg | Niet deelgenomen, vanwege naturalisatieprocedure tot Belg | Niet deelgenomen, vanwege naturalisatieprocedure tot Belg | Niet deelgenomen, vanwege naturalisatieprocedure tot Belg |
| 2014/2015 | 50e                                                       | 29e                                                       | 55e                                                       | 49e                                                       | 47e                                                       |
| 2015/2016 | –                                                         | –                                                         | –                                                         | –                                                         | –                                                         |
| 2016/2017 | 33e                                                       | –                                                         | 39e                                                       | 24e                                                       | 34e                                                       |
| 2017/2018 | 63e                                                       | –                                                         | 71e                                                       | 52e                                                       | –                                                         |
| 2018/2019 | –                                                         | –                                                         | –                                                         | –                                                         | –                                                         |

Wereldbekerzeges
| Nr.         | Datum           | Plaats           | Discipline            |
| Individueel | Individueel     | Individueel      | Individueel           |
| ----------- | --------------- | ---------------- | --------------------- |
| 1.          | 15 januari 2006 | Ruhpolding       | 12,5 km achtervolging |
| 2.          | 15 maart 2007   | Chanty-Mansiejsk | 10 km sprint          |

### Wereldkampioenschappen zomerbiatlon
| Jaar | Plaats  | Resultaten                                                |
| ---- | ------- | --------------------------------------------------------- |
| 2009 | Oberhof | gemengde estafette · 10 km sprint · 12,5 km achtervolging |